# Cryptocarya burckeana
Cryptocarya burckeana är en lagerväxtart som beskrevs av Otto Warburg. Cryptocarya burckeana ingår i släktet Cryptocarya och familjen lagerväxter. Inga underarter finns listade i Catalogue of Life.